# Jordi Sierra i Fabra
Jordi Sierra i Fabra (ur. w 1947, w Barcelonie) – hiszpański pisarz, narodowości katalońskiej. Autor ponad 400 książek dla dzieci, młodzieży i dorosłych oraz biografii muzycznych i prac na temat historii rocka. Laureat wielu nagród literackich w Hiszpanii i Ameryce Łacińskiej, m.in. krajowej nagrody w dziedzinie literatury dziecięcej i młodzieżowej za powieść Kafka y la muñeca viajera (2007) od hiszpańskiego ministerstwa kultury. W samej ojczyźnie sprzedał ponad 10 milionów egzemplarzy swoich książek. Pisze po katalońsku i hiszpańsku, a jego twórczość została przetłumaczona już na około 25 języków, w tym polski.

## Życiorys
Urodził się w skromnej rodzinie, a jego ojciec pracował w firmie ubezpieczeniowej. Od dziecka chciał być pisarzem, a w wieku 12 lat napisał swoją pierwszą powieść, mającą 500 stron. Jego pasji sprzeciwiał się ojciec, za którego namową młody Sierra i Fabra zaczął studiować budownictwo. Zainteresowania muzyką popową i rockową pozwoliły mu jednak, w 1968, nawiązać współpracę z redakcją El Gran Musical stołecznego Radio Madrid, a następnie stać się redaktorem w czasopiśmie El Gran Musical. W 1970 został dyrektorem Disco Express i porzucił studia. W 1974 był jednym z założycieli Popular 1, pierwszego w Hiszpanii miesięcznika poświęconego muzyce rockowej. W połowie lat 70., ośmielony sukcesem pierwszej książki o tematyce muzycznej (1962-72. Historia de la Musica Pop, pierwsza w kraju w tym gatunku) postanowił rozpocząć karierę literacką, której poświęca się do dziś.

## Polskie przekłady
- Cztery dni w styczniu (2008, tyt. oryg. Cuatro días de enero, wydanie polskie Wydawnictwo Albatros 2011, tłum. Elżbieta Sosnowska, cykl: Inspektor Mascarell, tom 1)
- Truskawkowe pola (1997, tyt. oryg. Campos de fresas, wydanie polskie Akapit Press 2010, tłum. Magdalena Olejnik)
- Casting (2002, tyt. oryg. Casting, wydanie polskie Akapit Press 2011, tłum. Magdalena Olejnik)
- Krzyk (2003, tyt. oryg. Ràbia, wydanie polskie Akapit Press 2013, tłum. Karolina Dąbrowska)
- Siedem dni w lipcu (2010, tyt. oryg. Siete días de julio, wydanie polskie Wydawnictwo Albatros 2013, tłum. Elżbieta Sosnowska, cykl: Inspektor Mascarell, tom 2)
- Pięć dni w październiku (2011, tyt. oryg. Cinco días de octubre, wydanie polskie Wydawnictwo Albatros 2014, tłum. Elżbieta Sosnowska, cykl: Inspektor Mascarell, tom 3)
- Cienie w czasie (2011, tyt. oryg. Sombras en el tiempo, wydanie polskie Wydawnictwo Albatros 2015, tłum. Teresa Gruszecka-Loiselet)
- Dwa dni w maju (2013, tyt. oryg. Dos Dias De Mayo, wydanie polskie Wydawnictwo Albatros 2018, tłum. Rozalya Sasor, cykl: Inspektor Mascarell, tom 4)
- Sześć dni w grudniu (2014, tyt. oryg. Seis días de diciembre, wydanie polskie Wydawnictwo Albatros 2019, tłum. Rozalya Sasor, cykl: Inspektor Mascarell, tom 5)
- Zabójcza zagadka chemiczki (2014, tyt. oryg. El asesinato de la profesora de ciencias, wydanie polskie Akapit Press 2015, tłum. Elżbieta Soszyńska)
- Zabójcza zagadka matematyka (2004, tyt. oryg. El asesinato del profesor de matemáticas, wydanie polskie Akapit Press 2017, tłum. Karolina Dąbrowska)
- Zabójcza zagadka muzyka (2011, tyt. oryg. El asesinato del profesor de música, wydanie polskie Akapit Press 2017, tłum. Karolina Dąbrowska)